# Pont de la Poya
Le pont de la Poya est le plus long pont à haubans de Suisse, situé dans la ville de Fribourg. Il a été ouvert au trafic routier le 12 octobre 2014, après 6 ans de travaux.

## Construction
Après le crédit d’engagement pour la construction du pont de la Poya voté par le Grand Conseil fribourgeois le 23 juin 2006, les citoyens du canton de Fribourg acceptent le 24 septembre 2006 à 81 % sa construction. Les travaux, dirigés par Bernard Houriet  (GVH) et CP ingénieurs civils, ont débuté le 31 octobre 2008 et leur achèvement, initialement prévu en 2012, a été reporté au second semestre 2014. L'ouvrage est finalement inauguré le 10 octobre 2014 pour sa partie officielle avec environ 700 convives, dont la conseillère fédérale responsable du Département fédéral des transports Doris Leuthard, du Conseiller d'État fribourgeois Maurice Ropraz responsable de la Direction de l'aménagement, de l'environnement et des constructions et de Georges Godel, son prédécesseur, ainsi que l'ingénieur chargé de la construction du pont Bernard Houriet. Le 11 octobre, les piétons ont pu découvrir le pont lors d'une journée portes ouvertes et le 12 octobre, le pont a été ouvert à la circulation routière. 
À l'ouverture du pont de la Poya, le pont de Zaehringen a quant à lui été fermé à la circulation de voitures privées, afin de préserver le quartier historique du Bourg, comprenant notamment la cathédrale. Le projet, accepté en votation par la population du canton de Fribourg en 2006, était initialement estimé à 120 millions de francs suisses, mais des surcoûts importants l'ont fait passer à 211 millions de francs suisses.

## Situation
Le pont enjambe la Sarine, rivière traversant la ville de Fribourg. Il s'agit du pont le plus en aval de la ville. Il relie le quartier du Schoenberg à la commune de Granges-Paccot. Le projet s'est concrétisé en 2008 en raison d'un fort accroissement du trafic qui, outre de fréquents embouteillages aux heures de pointe, créait une pollution nettement supérieure aux valeurs admises par l'OPair et endommageait les façades ainsi que les ornementations de la cathédrale Saint-Nicolas.

## Caractéristique
Le pont de la Poya comprend trois voies de circulation pour le trafic motorisé ; deux voies en direction du Schoenberg et une voie en direction de la Route de Morat. Côté ville, une voie mixte de 3,50 m de largeur est réservée aux cyclistes et aux piétons, sécurisée par une barrière métallique qui la sépare des dangers liés aux véhicules motorisés. Cette voie, réservée aux cyclistes et aux piétons, n’emprunte pas les ouvrages souterrains mais raccorde le carrefour Bellevue au Chemin du Palatinat. 
Des deux côtés se trouvent des barrières grillagées de 2,50 m de haut pour assurer la sécurité et dissuader les tentatives de suicides. Plusieurs petites lucarnes vitrées, du côté de la voie réservée aux cyclistes et aux piétons, permettent néanmoins aux visiteurs d'observer la vue.

## Histoire
Les premières études pour un nouveau franchissement de la Sarine remontent à 1959. De nombreuses études sur le sujet se sont ensuite succédé.

## Galerie

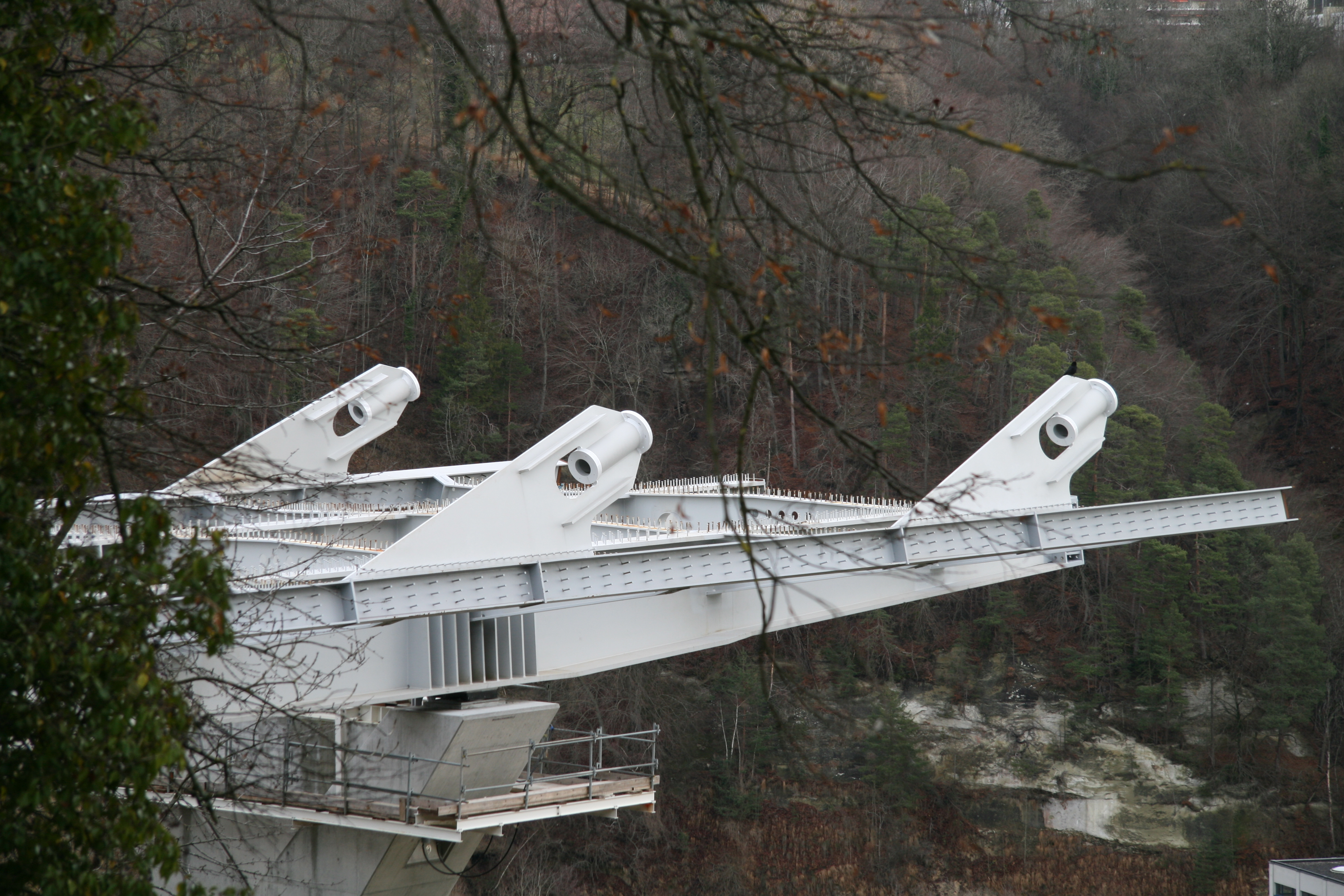
Ancrage des haubans.
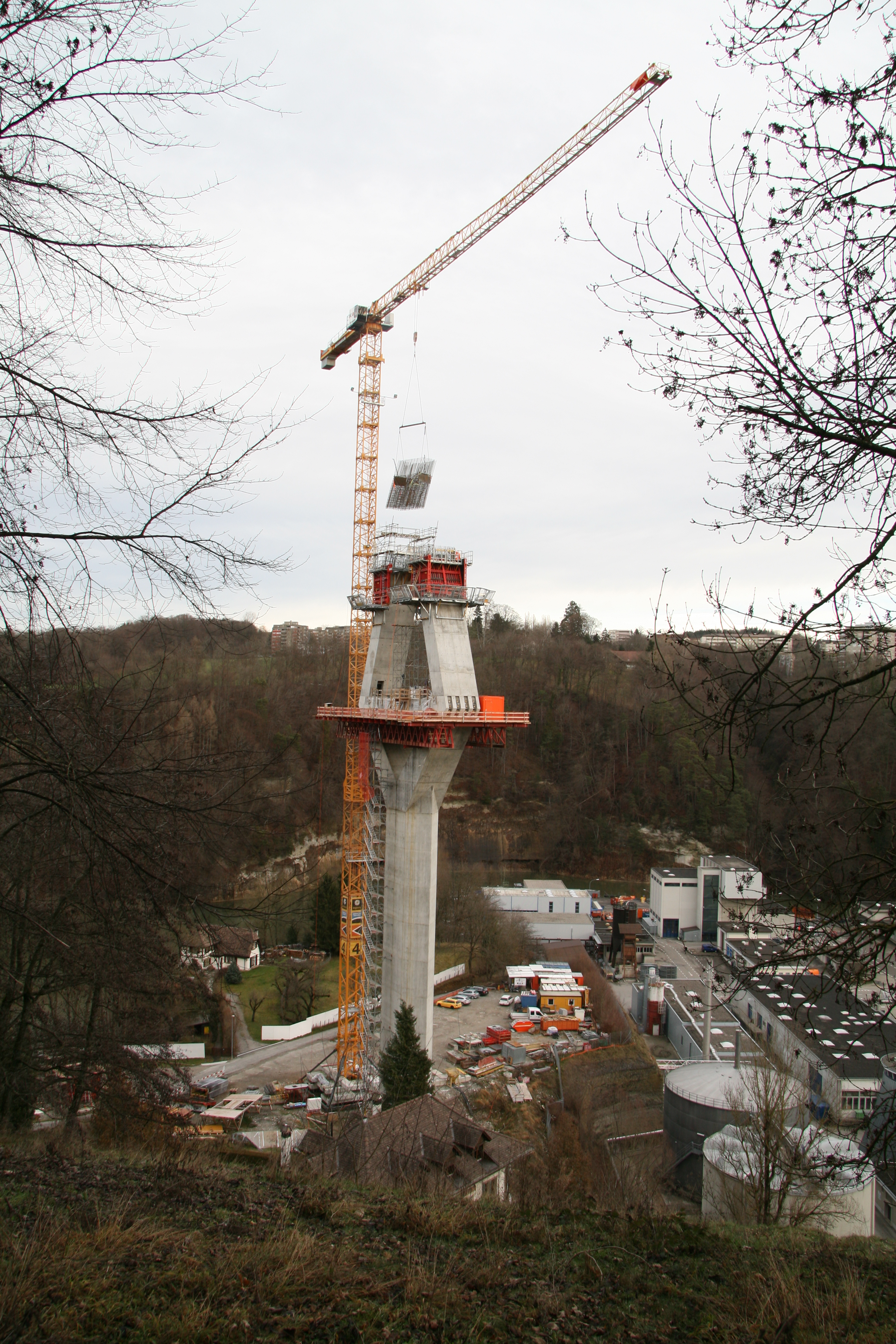
La construction des piliers.
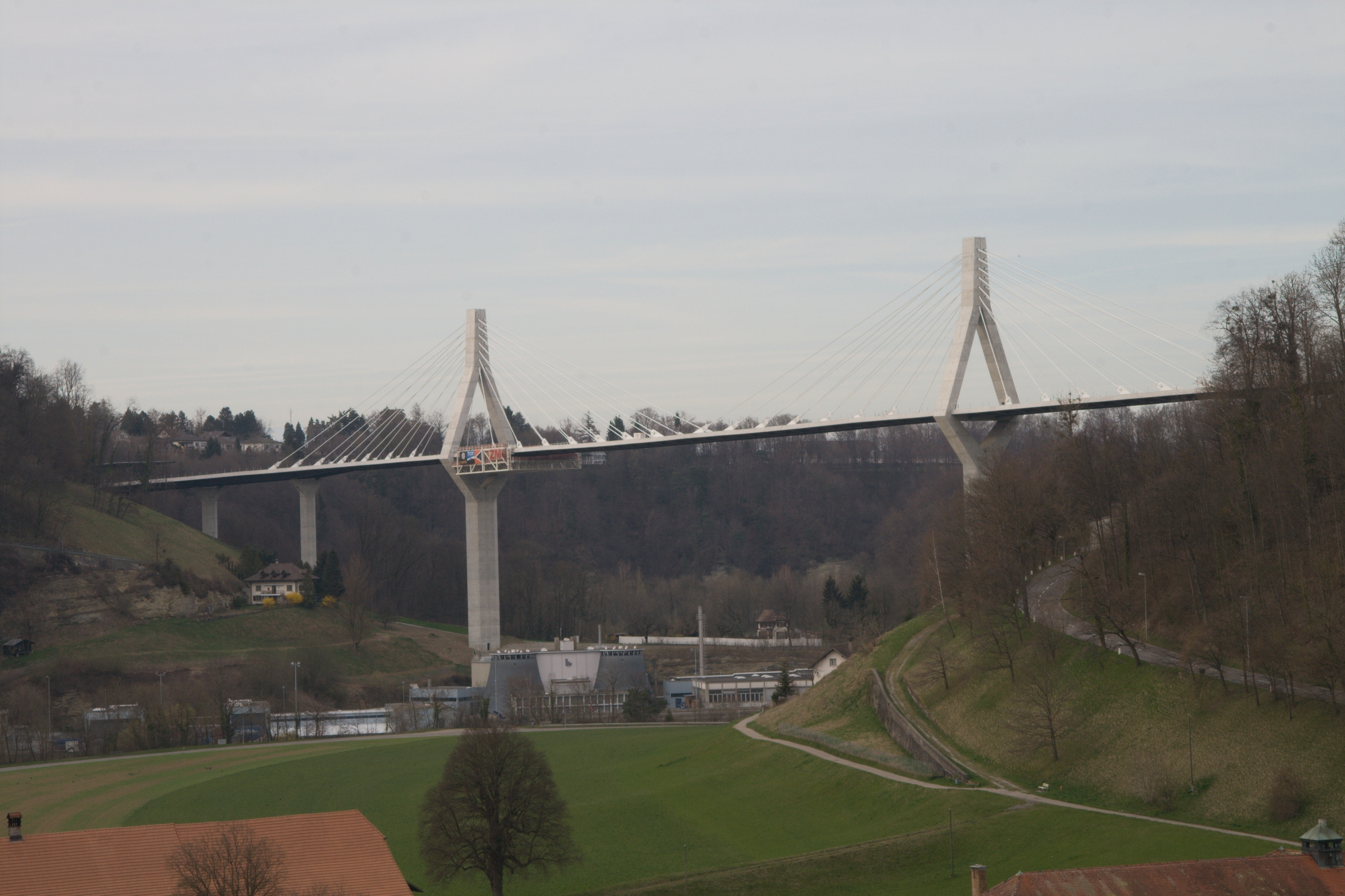
État au 29 mars 2014.
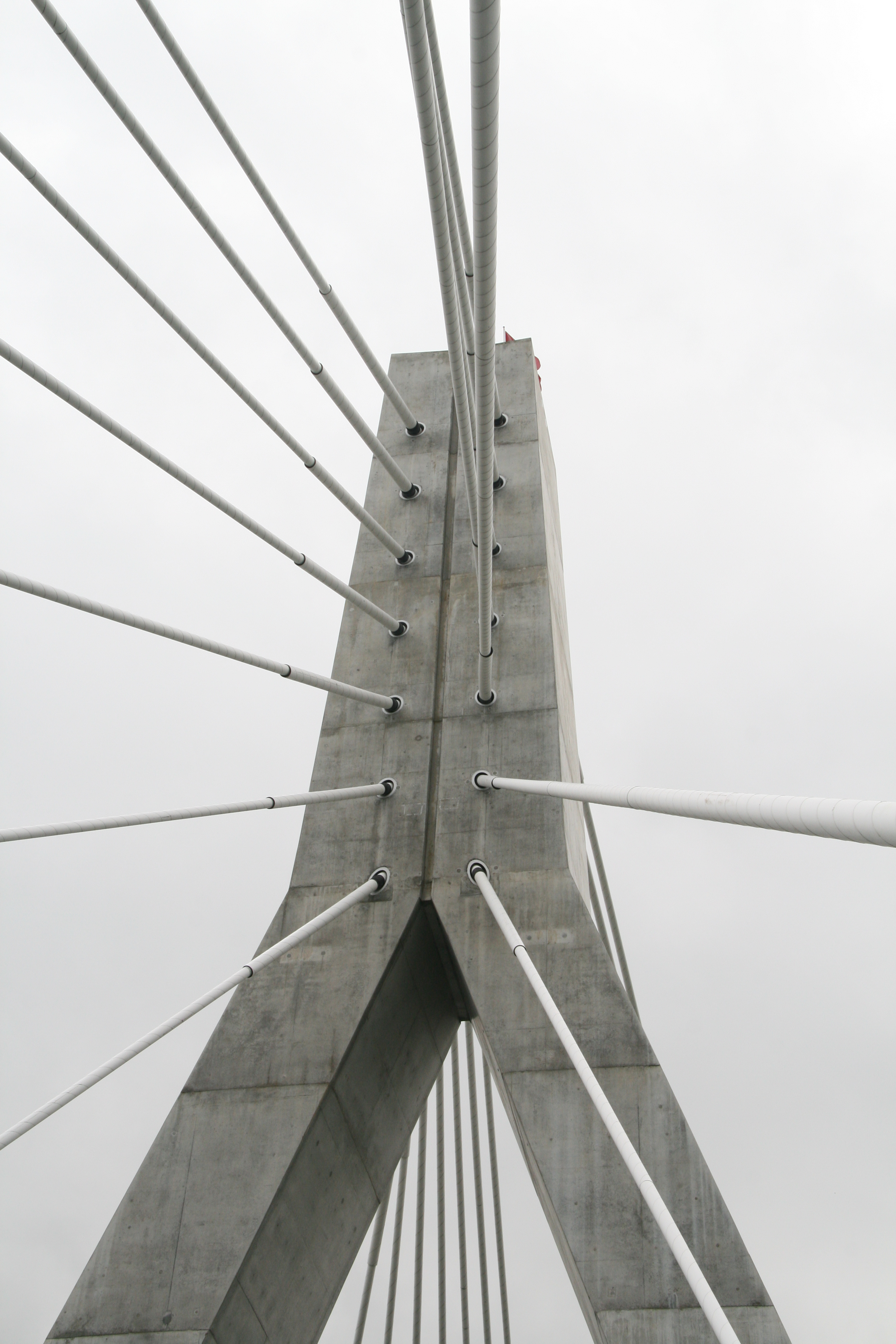
Détail d'un pylône.
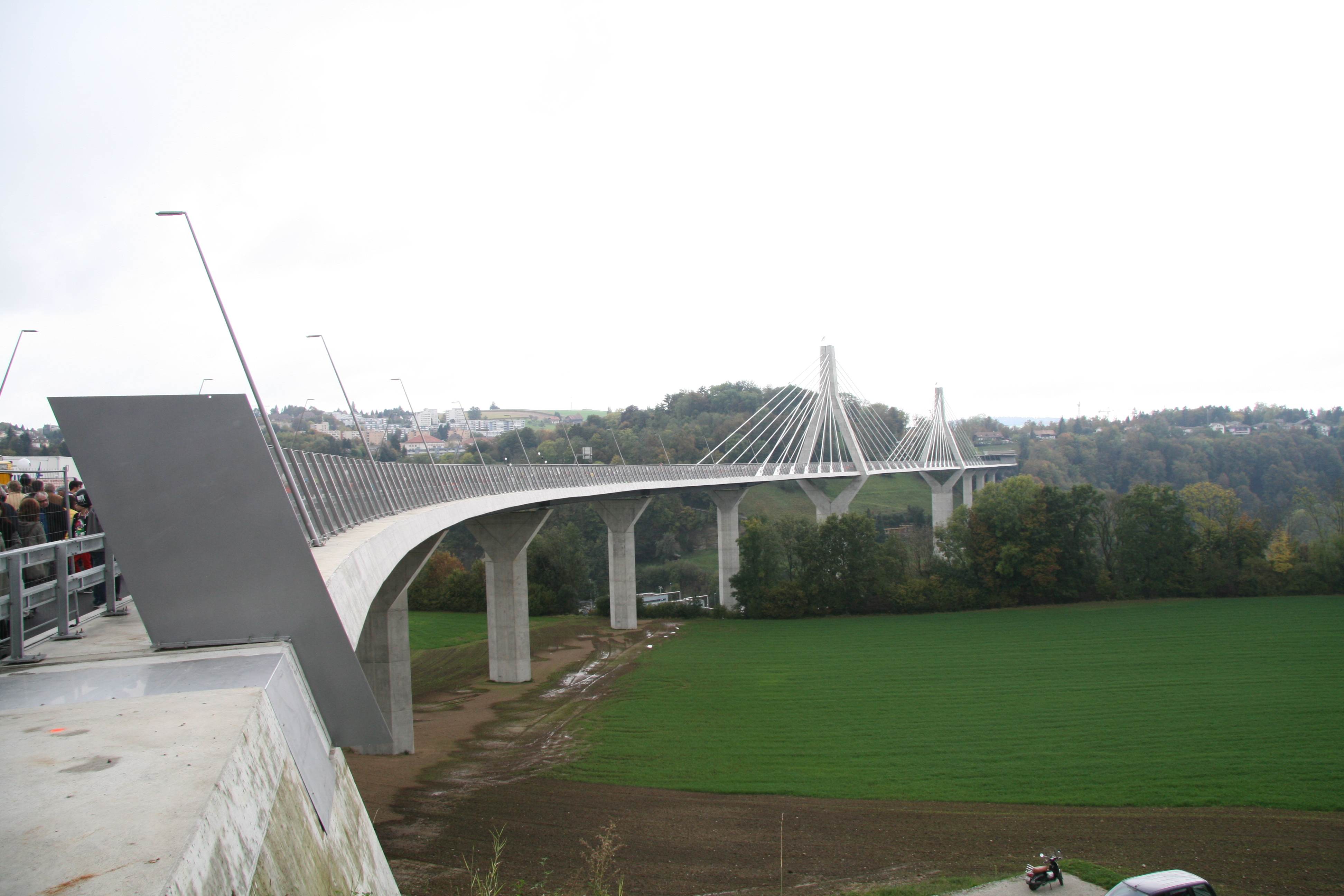
Le pont de la Poya vu du nord.
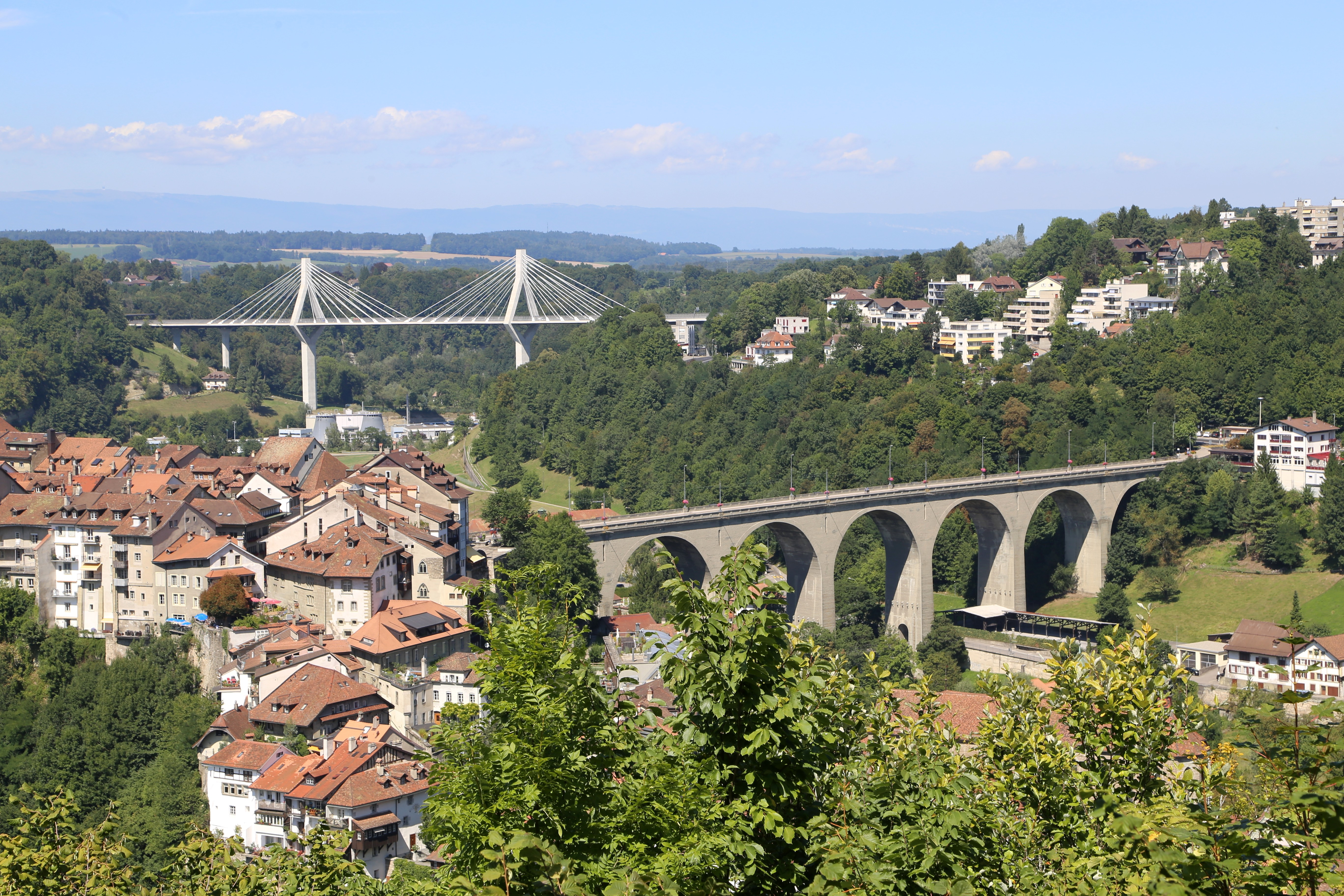
Pont de la Poya et pont de Zaehringen.

### Sources
- Pont de la Poya sur Structurae, consulté le 15 avril 2009.